# Hramše
Hramše este o localitate din comuna Žalec, Dobrna, Slovenia, cu o populație de 172 de locuitori.